# Anthony Li Duan
Anthony Li Duan (chiń. 李篤安; ur. 13 czerwca 1927 w Qiu, zm. 25 maja 2006 w Xi’anie) – chiński duchowny rzymskokatolicki, arcybiskup xi’ański, uważany za jedną z najważniejszych postaci chińskiego Kościoła katolickiego na przełomie XX i XXI w., odegrał ważną rolę w odrodzeniu się katolicyzmu po ciężkich prześladowaniach okresu rewolucji kulturalnej.

## Biografia

### Młodość i prezbiteriat
Urodził się w wiosce Qiu, w pobliżu Xi’anu, w katolickiej rodzinie. W 1938 wstąpił do Niższego Seminarium Duchownego w Xi’anie, a następnie do wyższego seminarium duchownego, które ukończył w 1950. 11 kwietnia 1951 otrzymał święcenia prezbiteriatu i został kapłanem archidiecezji xi’ańskiej. Początki jego pracy duszpasterskiej przypadły na pierwsze lata po przejęciu władzy w Chinach przez komunistów i rozpoczęcia prześladowań religijnych.
Jego pierwszą placówką była parafia katedralna w Xi’anie, gdzie był świadkiem wydalenia zagranicznych misjonarzy. Po raz pierwszy został aresztowany w 1954 i przebywał w więzieniu do 1957. Po wyjściu na wolność, przez kilka miesięcy nauczał w seminarium duchownym, do ponownego aresztowania w 1958 i skazania na obóz pracy. Obóz opuścił w 1960. Kolejny raz aresztowany na początku rewolucji kulturalnej w 1966, ponownie trafił do obozu pracy.
Zwolniony z obozu w 1979. Został wówczas proboszczem w Lintongu, na przedmieściach Xi’anu. W 1985 wznowił działalność seminarium duchownego, które stało się seminarium regionalnym dla północno-zachodnich prowincji Chin.

### Episkopat
3 marca 1987 Patriotyczne Stowarzyszenie Katolików Chińskich mianowało go arcybiskupem xi’ańskim. 5 kwietnia 1987 w Xi'anie przyjął sakrę biskupią z rąk patriotycznego prefekta Tongzhou Lawrence’a Zhanga Wenbina. Współkonsekratorami byli biskup Pingliangu Philipp Ma Qi oraz biskup Hanzhongu Louis Yu Runchen. Ponadto w latach 1987 – 2000 administrował prefekturą apostolską Xing’anfu.
Początkowo miał napięte stosunki z wiernym papieżowi Kościołem podziemnym, jednak po otrzymaniu kanonicznego zatwierdzenia nominacji, o które poprosił papieża Jana Pawła II, został uznany również przez to środowisko.
Jako arcybiskup odbudowywał wspólnotę po zniszczeniach rewolucji kulturalnej. Odbudował kościoły, rozbudował wyższe seminarium, w którym sam nauczał prawa kanonicznego i dokumentów Soboru Watykańskiego II, wznowił działalność niższego seminarium oraz zakładał ośrodki opieki społecznej, przychodnie i szkoły. Od 1997 Wyższe Seminarium Duchownego w Xi’anie prowadzi także formacje sióstr zakonnych. W dniu jego śmierci archidiecezja xi’ańska liczyła ponad 20 000 wiernych, 30-59 księży (w większości młodych), 310 zakonnic, 44 kościołów i miejsc działalności kulturalnej oraz 60 parafii. W wyższym seminarium duchownym studiowało 156 kleryków z 35 diecezji. W niższym seminarium naukę pobierało 65 uczniów.
Abp Li Duan znany był z balansowania pomiędzy rządem i Patriotycznym Stowarzyszeniem Katolików Chińskich a Stolicą Apostolską. Był wiceprzewodniczącym zależnej od rządu w Pekinie i nieuznawanej przez Watykan Konferencji Biskupów Kościoła Patriotycznego oraz współpracował z władzami państwowymi. Jednocześnie działał na rzecz ograniczenia ingerencji rządu i PSKCh w życie Kościoła oraz stanowczo odrzucał to, co uważał za godzące w fundamenty wiary i w prawa Kościoła, m.in. po 1991 unikając udziału w sakrach biskupów niezatwierdzonych przez papieża oraz odmawiając przyłączenia się do kampanii politycznej przeciwko kanonizacji 120 chińskich męczenników w 2000, w związku z czym był wzywany na przesłuchania. W 2005 otwarcie poparł protesty uliczne, które wybuchły po pobiciu kilku zakonnic, o które oskarżono lokalne władze. Dążył do pojednania PSKCh ze Stolicą Apostolską.
Spekulowano, że na konsystorzu 21 października 2003 Jan Paweł II mianował go kardynałem in pectore. Nie można tego potwierdzić, gdyż nazwiska kreowanego wówczas kardynała in pectore, Jan Paweł II nie wyjawił przed swoją śmiercią.
Znalazł się w gronie czterech biskupów z Chińskiej Republiki Ludowej, których papież Benedykt XVI zaprosił na odbywający się w październiku 2005 Synod Biskupów o Eucharystii. Wyjazd zablokowały jednak władze chińskie. Po synodzie Benedykt XVI przesłał mu na znak jedności pierścień biskupi.
W 2004 roku zdiagnozowano u niego nowotwór wątroby. Kolejne dwa lata spędził głównie na leczeniu w szpitalu, gdzie 25 maja 2006 zmarł. O jego śmierci informowały światowe media. Arcybiskupem xi’ańskim był śmierci. Pochowany został w kościele Lintongu, gdzie w latach 80. był proboszczem.